# 让·勒曼格尔
“布西科”让·勒曼格尔二世（法語：Jean II Le Maingre 'Boucicaut'；古法语：Jehan le Meingre；1366年8月28日—1421年6月21日），法国元帅、骑士，以卓越军事能力著称。
勒曼格尔二世的父亲“布西科”让·勒曼格尔一世（Jean II Le Maingre, 'Boucicaut'）同为元帅。勒曼格尔二世幼年在法王查理六世的宫廷内充任男侍从，12岁时随同波旁公爵路易二世征伐诺曼底。16岁时，在羅斯貝克戰役前夕，路易亲自为勒曼格尔二世授予骑士头衔。1383年，勒曼格尔开始了自己长达20余年的征程。

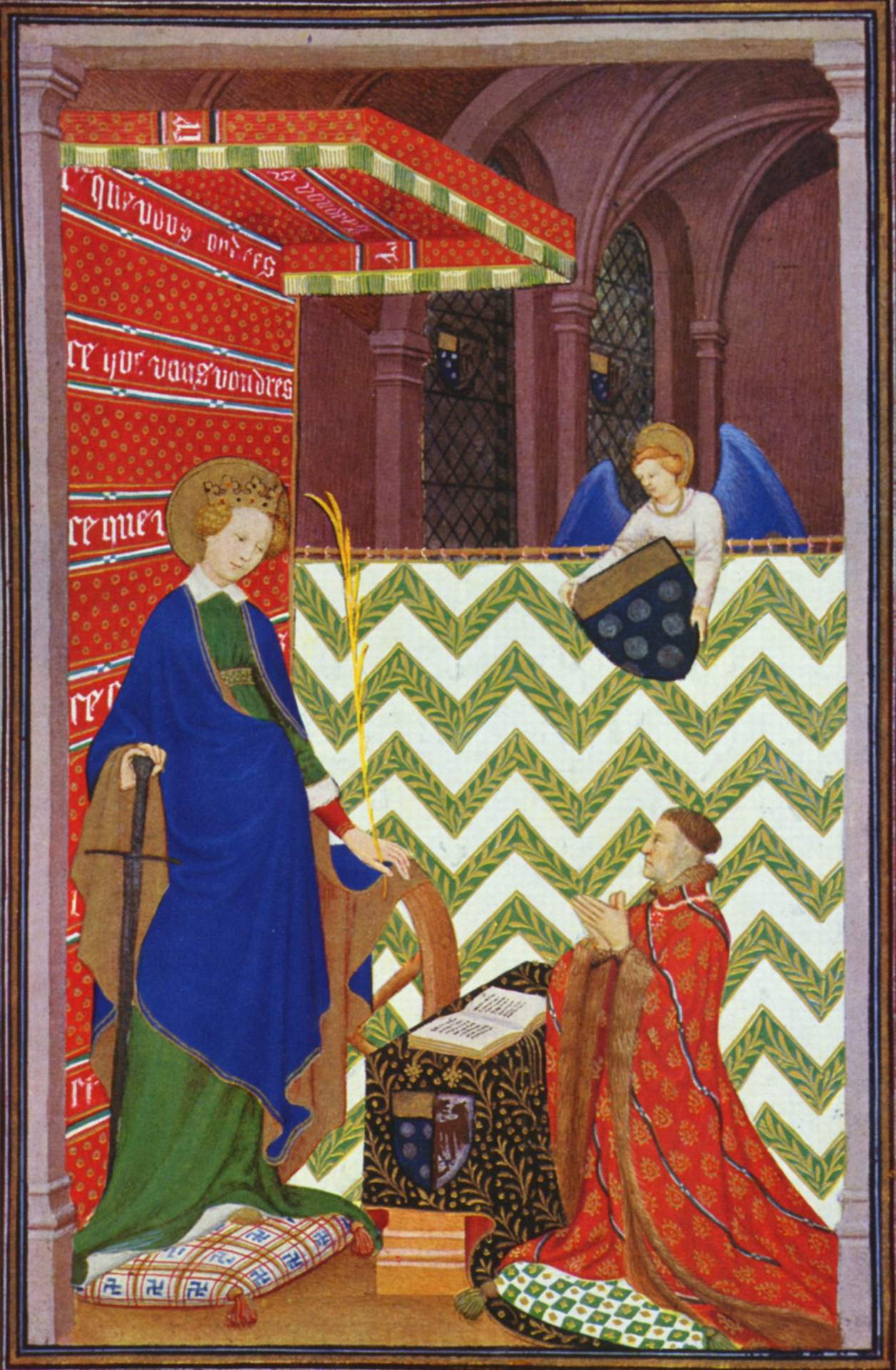
勒曼格尔向圣凯瑟琳跪拜（布西科之书）

1384年，勒曼格尔远赴普鲁士协同条顿骑士团镇压信奉异教的立陶宛人，并迫使对方在1386年皈依罗马天主教。之后，勒曼格尔数次与西班牙的摩尔人和法国的图卢兹人对战。在西班牙成为百年战争的第二战场之后，勒曼格尔再度随同波旁公爵出征。此后的两年里，他经由巴尔干和近东，最后抵达圣地耶路撒冷。勒曼格尔的好友雷诺（Renaud of Roye）和厄伯爵菲利普（Philip of Artois, Count of Eu）先后陪同他完成了此段旅程。在耶路撒冷，勒曼格尔与其同伴一道创作了《百曲书》（Livre des Cent Ballades），该书圣化了骑士精神的核心，即无玷骑士。历史学家约翰·赫伊津哈认为，书中所描绘的故事与勒曼格尔的历史形象大相径庭。
1390年，勒兰盖姆停战协定的签署暂时终止了英法战争。勒曼格尔和其他两位法国骑士在圣英格佛特（Saint-Inglevert）与英国骑士举行骑马对决，并成功击落了3名对手。次年，勒曼格尔第三度踏足普鲁士。由于在对抗普鲁士和利沃尼亚的异教徒的战争中表现卓异，1391年12月25日勒兰盖姆在图尔的圣马丁教堂被查理六世任命为法国元帅。 
1396年，勒曼格尔参与了法国-匈牙利联合组织的十字军东征。9月28日，在尼科波利斯戰役中败于奥斯曼帝国的军队。勒曼格尔被苏丹巴耶济德一世所俘获，但终免于处决。最后，勒曼格尔被赎回法国。1399年，勒曼格尔组建绿盾白妇骑士团（Emprise de l'Escu vert à la Dame Blanche）。赫伊津哈评论道：“人们或许认为他（指勒曼格尔）已经摆脱了尼科波利斯惨败后的骑士幻想”。同年，勒曼格尔和一只由六艘舰船组成的船队远赴拜占庭协助曼努埃尔二世对抗奥斯曼人。

勒曼格尔的纹章

1401年，由于战功显赫加之对东方熟稔，勒曼格尔被任命为热那亚总督（热那亚在1396年被法国攻占）。在任内，他成功击退塞浦路斯国王雅努斯对热那亚属地、塞浦路斯港口法馬古斯塔的进攻。功成归来后，勒曼格尔在1403年10月7日的莫东战役（Battle of Modon）中被威尼斯人击败。1409年，几经周折后，热那亚脱离法国统治。
勒曼格尔回到法国后，陷入了勃艮第派與奧爾良派的內戰。1415年的阿金库尔战役中，他指挥法军先锋进攻，但被英军所俘。1421年，勒曼格尔卒于英国约克。勒曼格尔被葬于图尔斯主教堂，其墓志铭为“皇帝陛下和拜占庭帝国伟大的捍卫者”。